# 芸苑社
株式会社芸苑社（-げいえんしゃ）は、かつて存在した日本の映画会社である。

## 略歴・概要
1972年（昭和47年）5月26日、東宝の製作部門の分社化の方針によって設立された。初代社長には新東宝、東京映画で活動してきた佐藤一郎が就任した。初期の役員にはおなじく映画プロデューサーの市川喜一がいた。
この時期の東宝は、新たに設立した東宝映画（社長藤本眞澄）、東宝映像（のちの東宝映像美術、社長田中友幸）、「駅前シリーズ」で知られる東宝の関連会社・東京映画（のちの東京映画新社、現存せず、社長川上流一）、そして同年に設立された青灯社（現存せず、社長堀場伸世）の5社に製作部門を切り離し、配給・興行部門の守りに入った。
有吉佐和子や山崎豊子の小説を原作とした骨太な社会派の作風をもち、同社の作品は、『華麗なる一族』、『不毛地帯』と2000年代のテレビドラマでのリメイクの対象となっている。
1999年ころには存在したが、2009年現在に至る時点で消滅している。

## フィルモグラフィ
いずれも配給は東宝である。
- 『恍惚の人』 : 監督豊田四郎、1973年
- 『華麗なる一族』 : 監督山本薩夫、1974年
- 『告訴せず』 : 監督堀川弘通、共同製作東宝映画、1975年
- 『新八犬伝 第一部 芳流閣の決斗』東宝チャンピオンまつり : 監修堀川弘通、1975年
- 『吾輩は猫である』 : 監督市川崑、1975年
- 『桜の森の満開の下』 : 監督篠田正浩、1975年
- 『妻と女の間』 : 監督豊田四郎 / 市川崑、東宝映画、1976年 - 製作協力
- 『不毛地帯』 : 監督山本薩夫、1976年
- 『天平の甍』 : 監督熊井啓、「天平の甍」製作委員会、1980年
- 『ひめゆりの塔』 : 監督今井正、監督協力神山征二郎、1982年

## 註
1. ↑  『映画年鑑 1990』、時事映画通信社、p.252.
2. ↑  『著作権台帳文化人名録』、日本著作権協議会、1999年。
3. ↑  『映画年鑑 2009』、時事映画通信社。